# Nepotilla
Nepotilla is een geslacht van weekdieren uit de klasse van de Gastropoda (slakken).

## Soorten
- Nepotilla aculeata (May, 1915)
- Nepotilla amoena (Sars G. O., 1878)
- Nepotilla bartrumi Laws, 1939 †
- Nepotilla bathentoma (Verco, 1909)
- Nepotilla carinata Laseron, 1954
- Nepotilla diaphana May, 1920
- Nepotilla excavata (Gatliff, 1906)
- Nepotilla fenestrata (Verco, 1909)
- Nepotilla finlayi Powell, 1937
- Nepotilla lamellosa (Sowerby III, 1896)
- Nepotilla marmorata (Verco, 1909)
- Nepotilla microscopica (May, 1915)
- Nepotilla mimica (G. B. Sowerby III, 1896)
- Nepotilla minuta (Tenison-Woods, 1877)
- Nepotilla nezi (Okutani, 1964)
- Nepotilla nitidula Powell, 1940
- Nepotilla powelli Dell, 1956
- Nepotilla serrata Laseron, 1954
- Nepotilla triseriata (Verco, 1909)
- Nepotilla tropicalis Hedley, 1922
- Nepotilla vera Powell, 1940